# Пиопинахт Хекаиб
Пиопинахт Хекаиб или Хекаиб I — древнеегипетский вельможа, номарх I верхнеегипетского септа (нома) Та-сети (со столицей в Элефантине) при царе VI династии Пиопи II (около 2279 — 2219 гг. до н. э.). 
Биография Пиопинахта известна нам благодаря надписи из его гробницы, высеченной в скалах на западном берегу Нила, напротив острова Элефантина. Жизнеописание не очень большое по объёму и дошло до нас в плохом состоянии.
Автобиография начинается с традиционных оправдательных формул: «никогда я не говорил чего-либо дурного властелину, я давал хлеб голодному и одевал нагого», «это я, любимый своим отцом, хвалимый своею матерью, постоянно любящий своих братьев». Пиопинахт называется другом единственным, местным князем, казначеем, херихебом, начальником чужеземных отрядов, ему придается эпитет «внушающий ужас перед Гором в чужеземных странах».
В автобиографии рассказывается о трех военных походах, которыми руководил Пиопинахт (и больше ни о каких его деяниях не упоминается, только о военной деятельности) – два похода в Куш и экспедиция против азиатов-кочевников. Первый поход против земель Уауат и Ирчет был спровоцирован восстанием местных племен. Цель похода, видимо, была карательной: «я уничтожил там большое число людей и детей властителя, я доставил оттуда большое число людей в столицу в виде пленных». Во второй поход на Куш Пиопинахт отправился с приказанием «умиротворить эти чужеземные страны» и выполнил это «превосходнее всего», доставил в Мемфис не только добычу в виде скота, но и привез двух властителей этих стран как добровольно сдавшихся. После этого Пиопинахт был назначен «главой людей юга». Фараон послал Пиопинахта в страну азиатов (Синайский полуостров), чтобы доставить обратно начальника корабельщиков Ананхета, но выяснилось, что Ананхета убили азиаты-кочевники, и Пиопинахт обратил кочевников в бегство и многих из них уничтожил.
В автобиографии подчеркивается, что фараон доверял Пиопинахту («полагался на меня мой владыка во всяком поручении, с которым он посылал меня»), и что Пиопинахт отправился в поход «чтобы хвалил меня владыка», «был бдителен при исполнении того, что любит мой владыка».